# Messier 58
Messier 58 este un obiect ceresc care face parte din Catalogul Messier, întocmit de astronomul francez Charles Messier.